# 2028年美洲國家盃
2028年美洲國家盃是第 49 屆美洲國家盃賽事，是一項四年一度的國際性男子國家足球隊的錦標賽，由南美洲足球協會各成員國代表隊參加。阿根廷為衛冕球隊。

## 主辦國遴選
2028年美洲國家盃主辦國當未公佈。潛在候選國家包括：
根據南美洲足球協會舊有制定的主辦國輪換順序，應該由厄瓜多爾（上次主辦為1993年）主辦本屆賽事。2024年2月，當地政府官員和南美洲足協主席進行會議，表達了有興趣主辦賽事。
在申請中，厄瓜多爾政府提出了八個可舉辦賽事的城市，包括基多、瓜亞基爾、曼塔、昆卡、馬查拉、安巴托、里奧班巴和薩利納斯。
- 阿根廷、 巴拉圭、 乌拉圭

據估計，烏拉圭（聯同阿根廷和巴拉圭） 有可能會主辦本屆賽事，目的是在於在2030年國際足協世界盃前測試和加強整體基礎設施。

## 參賽球隊
參賽球隊包括所有十支南美洲足球協會轄下的國家隊，與及潛在的獲邀球隊：
- 阿根廷
- 巴西
- 玻利维亚
- 智利
- 哥伦比亚
- 巴拉圭
- 秘魯
- 乌拉圭
- 委內瑞拉

## 外部連結
- Web oficial de Conmebol （页面存档备份，存于）